# Friedelind Wagner
Friedelind Wagner (Bayreuth, 29 de marzo de 1918 - Herdecke, 8 de mayo de 1991) fue la hija de Siegfried Wagner y Winifred Wagner (nacida Williams), nieta del compositor Richard Wagner y Cosima Liszt y por ende, bisnieta de Franz Liszt. Fue considerada la «oveja blanca» de la familia por haber rechazado la fervorosa adhesión de su madre a Hitler, que transformó el festival musical fundado por su abuelo en un templo del régimen. De acuerdo a su sobrino, el escritor Gottfried Wagner fue la única en denunciar los vínculos entre la Alemania nazi y la elitista familia Wagner.

## Biografía
Nacida en Bayreuth, de niña la apodaron «Mausi». Creció a la sombra del famoso Festival de Bayreuth y en 1936 comenzó a trabajar como asistente del director de escena Heinz Tiejten. Su aversión a Hitler —íntimo amigo de su madre— y la política del Tercer Reich motivaron que abandonara la familia y Alemania en 1939, estableciéndose primero en Suiza, pese a las amenazas de su madre, y luego en Inglaterra, donde se dedicó a escribir contra el nazismo.
En 1941 se mudó a Estados Unidos con la ayuda de Arturo Toscanini. Allí trabajó con el doctor Henry A. Murray en Harvard y Walter C. Langer para crear un informe analizando la personalidad de Adolf Hitler. En 1945 publicó sus memorias Herencia de fuego (o La familia real de Bayreuth).
Entre 1959–1966 y 1976 regresó al festival con motivo del centenario y como parte del equipo que documentó las históricas representaciones de El anillo del nibelungo a cargo de los franceses Pierre Boulez y Patrice Chéreau.
El director de orquesta Michael Tilson Thomas fue su asistente musical y director durante su breve regreso a Bayreuth donde trabajó como directora de las clases magistrales del festival.
Se había nacionalizado estadounidense. En sus últimos años vivió en Lucerna.
Nunca se casó y murió según informes de cáncer de estómago en el hospital alemán de Herdecke en 1991.